# Ропивакаин
Ропивакаи́н (лат. Ropivacainum) — местный анестетик, относящийся к группе амидов. Название «ропивакаин» используется как для рацемата, так и для коммерчески доступного S-энантиомера.

## История
Ропивакаин был разработан в конце 1980-х годов британской компанией Zeneca (позже ставшей частью AstraZeneca). Он был создан как более безопасная альтернатива бупивакаину, который имел известные проблемы с кардиотоксичностью. Был зарегистрирован в 1996 году и стал доступен на рынке под брендовым названием Наропин (производитель — AstraZeneca).

## Клиническое применение
Рапивакаин используется для эпидуральной анестезии, эпидурального обезболивания физиологических родов и проводниковой анестезии.

### Побочные эффекты и передозировка
Побочные реакции встречаются относительно редко, при соблюдении правильного введения препарата.
Системное влияние чрезмерных количеств ропивакаина в основном приводит к изменениям в центральной нервной и сердечно-сосудистой системах — изменения в ЦНС обычно возникают при низких концентрациях в плазме крови, а сердечно-сосудистые эффекты наблюдаются при более высоких концентрациях, хотя сердечно-сосудистый коллапс может происходить и при низких концентрациях.
Эффекты воздействия на ЦНС могут включать возбуждение (нервозность, шум в ушах, тремор) покалывание вокруг рта, головокружение, затуманивание зрения, судороги, сонливость, потерю сознания, угнетение дыхания и апноэ. Сердечно-сосудистые эффекты включают гипотонию, брадикардию, аритмию и/или остановку сердца — некоторые из них могут быть обусловлены вторичной гипоксемией вследствие депрессии дыхания.

### Лечение передозировки
Как и для бупивакаина — внутривенная липидная эмульсия (Intralipid 20%) эффективна при лечении тяжелой вторичной кардиотоксичности, вследствие передозировки местным анестетиком, так называемая «липидная ресусцитация».